# چیه‌یون
چیه‌یون (چینی ساده‌شده: 切韵، چینی سنتی: 切韻، پین‌یین: Qièyùn) یک واژه‌نامه قافیه زبان چینی است که در سال ۶۰۱ میلادی در دوره دودمان سوئی منتشر شد. چیه‌یون و ویرایش‌های پسینش همچون Guangyun منابع مستند مهمی برای خواندن درست متون کلاسیک چینی و بازسازی واج‌شناسی تاریخی چینی هستند.